# Affo Érassa
Affo Omorou Érassa (n. Lomé, Togo, 19 de febrero de 1983) es un exfutbolista togolés, que jugaba de defensa y militó en diversos clubes de Togo y Francia.

## Selección nacional
Con la Selección de fútbol de Togo, disputó 18 partidos internacionales y anotó solo un gol. Incluso participó con la selección togolés, en una sola edición de la Copa Mundial. La única participación de Erassa en un mundial, fue en la edición de Alemania 2006. donde su selección quedó eliminado, en la primera fase de la cita de Alemania.

### Participaciones en Copas del Mundo
| Mundial                        | Sede     | Resultado    |
| ------------------------------ | -------- | ------------ |
| Copa Mundial de Fútbol de 2006 | Alemania | Primera Fase |

## Clubes
| Club               | País    | Año         |
| ------------------ | ------- | ----------- |
| AC Merlan          | Togo    | 2001 - 2004 |
| Clermont Foot      | Francia | 2004 - 2005 |
| AS Moulins         | Francia | 2005 - 2006 |
| RCO Agde           | Francia | 2006 - 2008 |
| Montargis USM      | Francia | 2008 - 2010 |
| AS Belfort Sud     | Francia | 2010 - 2011 |
| Vesoul Haute-Saône | Francia | 2011 - 2012 |
| AS Belfort Sud     | Francia | 2012 - 2017 |